# Metaegle subfumata
Metaegle subfumata är en fjärilsart som beskrevs av Otto Staudinger 1891. Metaegle subfumata ingår i släktet Metaegle och familjen nattflyn. Inga underarter finns listade i Catalogue of Life.